# فوبه (اسطوره)
فوبه یا فیبی (به یونانی: Φοίβη)، «تاج گل طلایی» (golden-wreathed) در اساطیر یونانی دختر اورانوس و گایا یکی از تیتان‌های اصلی بود.
او با برادر خود کئوس ازدواج کرد و از او لتو، مادر آپولون و آرتمیس، و استریا الههٔ ستاره را به دنیا آورد. گفته شده پیشگوی دلفی متعلق به او بود قبلاً از آنکه آپولون آن را در اختیار خود بگیرد. بواسطهٔ اینکه فوبه مادربزرگ آپولو و آرتمیس بود، نام فوبه یا فوبوس به عنوان واژهٔ مترادف برای آرتمیس و لقب آپولون بکاربرده می‌شود.